# Джефф Гласс
Джефф Гласс (англ. Jeff Glass; 19 листопада 1985, м. Калгарі, Канада) — канадський хокеїст, воротар. Виступає за «Лада» (Тольятті) у Континентальній хокейній лізі. 
Виступав за «Кутенай Айс» (ЗХЛ), «Бінгемптон Сенаторс» (АХЛ), «Шарлотт Чекерс» (ECHL), «Барис» (Астана), «Сибір» (Новосибірськ), «Спартак» (Москва), ЦСКА (Москва).
У складі молодіжної збірної Канади учасник чемпіонату світу 2005.
Досягнення
- Переможець молодіжного чемпіонату світу (2005)

Нагороди
- Трофей Дела Вілсона (2005)